# 西九龍中心

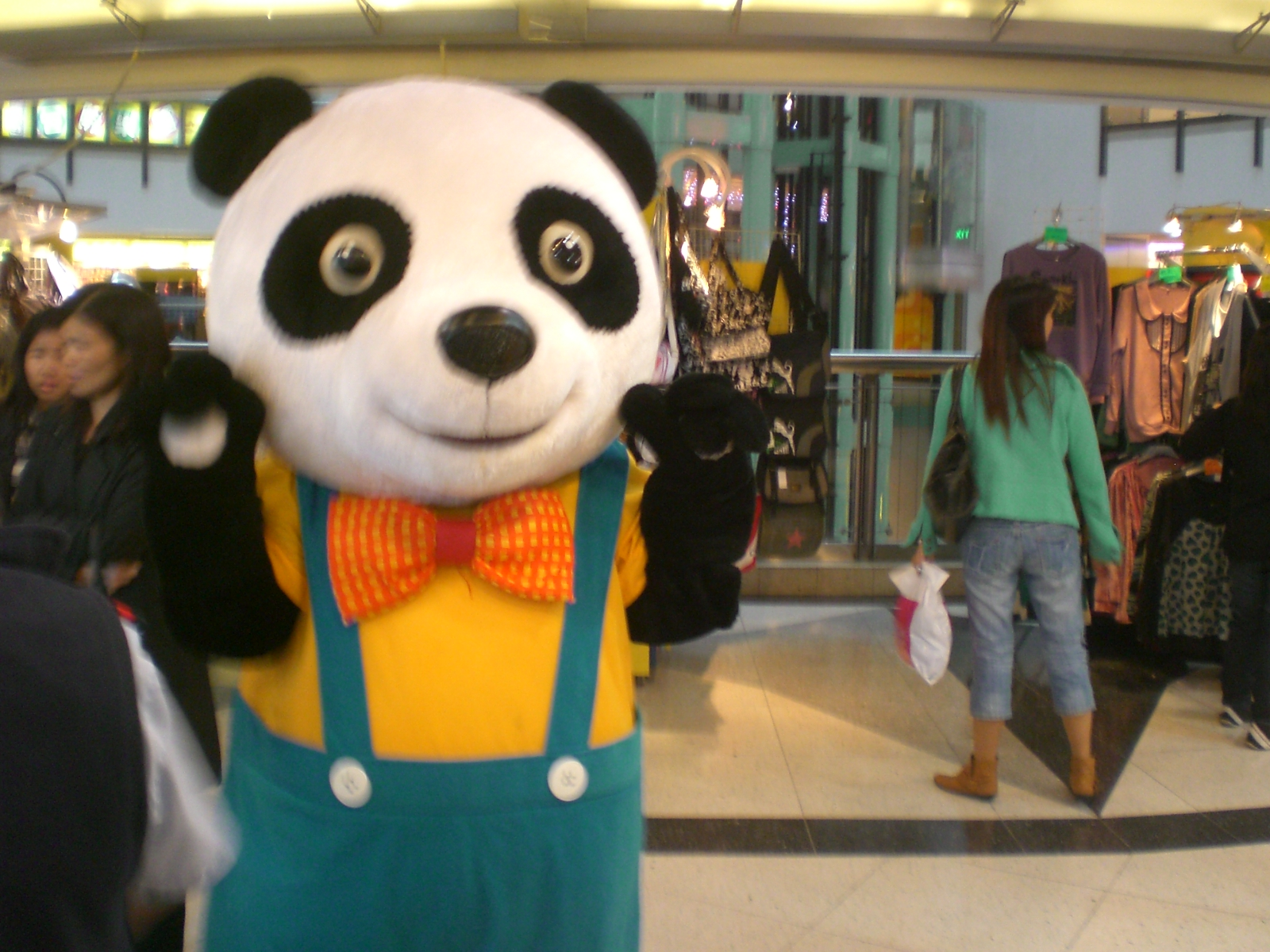
A panda mascot at the mall.

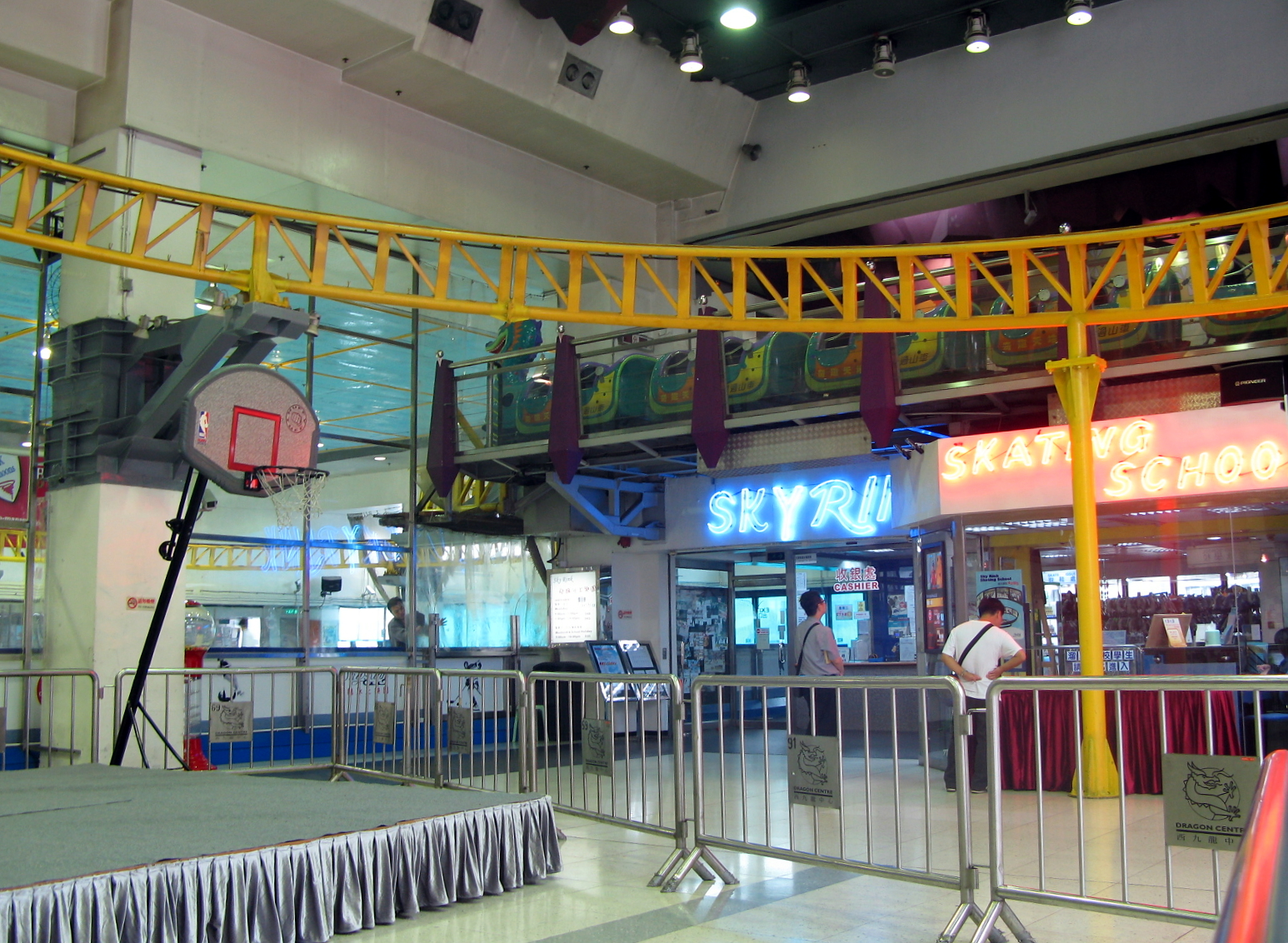
Partial view of the indoor roller coaster.

西九龍中心（さいきゅうりゅうちゅうしん、英語名:Dragon Centre）は、香港九龍深水埗区にある10階建てのショッピングセンターである。九龍駅直結のショッピングセンター、圓方（英名：Elements）がオープンするまでは西九龍地区最大のショッピングセンターであった。

## 概要
2階から最上階までフロア中心を大きな吹き抜けが貫き、自然光を取り入れる設計になっている。1階（地上階）はバスターミナルになっており、店舗入口は階段を上がった2階（香港表記での1階）。 最上階のゲームセンターに世界でも珍しい屋内を走るジェットコースターが設置されたのが話題となったが程なくして運転を休止。レールなどは一部撤去されて跡地はスケートリンクになっている。
近年ではAKB48のオフィシャルグッズショップが日本国内よりも先に6階にオープン。香港オリジナルの商品などの販売のほか、店内イベントなどで年に数回のペースでメンバーも訪れて、サイン会や握手会などを行なっている。